# Lenka Frühbauerová
Lenka Frühbauerová (* 26. března 1991 Praha) je česká sportovní lezkyně, mistryně ČR v boulderingu. Závodila také v lezení na obtížnost a rychlost.
Studovala na katedře fyzioterapie Fakulty tělesné výchovy a sportu Karlovy univerzity v Praze.

## Výkony a ocenění

### Závodní výsledky
| Mistrovství ČR | Mistrovství ČR | Mistrovství ČR | Mistrovství ČR | Mistrovství ČR | Mistrovství ČR |
| Rok            | 2008           | 2009           | 2010           | 2011           | 2012           |
| -------------- | -------------- | -------------- | -------------- | -------------- | -------------- |
| Obtížnost      | 8              | 4              | —              | 4              | —              |
| Rychlost       | 3              | —              | —              | —              | —              |
| Bouldering     | —              | —              | 5              | 1              | 5              |

| Český pohár | Český pohár | Český pohár | Český pohár | Český pohár | Český pohár |
| Rok         | 2008        | 2010        | 2011        | 2012        | 2014        |
| ----------- | ----------- | ----------- | ----------- | ----------- | ----------- |
| Obtížnost   | 9           |             | 3           | 14          |             |
| jednotlivě  | 7,-,8       |             | ,4,,-       | -,-,-,8     |             |
|             |             |             |             |             |             |
| Rychlost    | 3           |             |             |             |             |
| jednotlivě  | ,-,         |             |             |             |             |
|             |             |             |             |             |             |
| Bouldering  |             |             | 7           | 4           | 23          |
| jednotlivě  |             | -,5,-       | -,,6,-,-    | 7,5,-,5     | -,-,-,-,,-  |

| Evropský pohár juniorů | Evropský pohár juniorů |
| Rok                    | 2008 kat. A            |
| ---------------------- | ---------------------- |
| Obtížnost              | 47-48                  |
| jednotlivě             | -,-,-,-,26             |

### Skalní lezení
- Návrat krále, RP, Trůn
- Tvrdolín, flash